# El Carmen (métro de Madrid)
Pour les articles homonymes, voir El Carmen.
El Carmen est une station de la ligne 5 du métro de Madrid, en Espagne.

## Situation
La station est située entre Quintana au nord-est, en direction de Alameda de Osuna et Ventas au sud-ouest, en direction de Casa de Campo. Elle est établie sous la rue d'Alcalá, entre les rues Alcalde López Casero et José María Fernández Lanseros, dans l'arrondissement de Ciudad Lineal. Elle possède deux voies et deux quais latéraux.

## Historique
La station est ouverte le 28 mai 1964, lors de la mise en service d'une section de la ligne 2 entre Ventas et Ciudad Lineal. Le 2 mars 1970, ce tronçon est rattaché à la ligne 5.

## Service des voyageurs

### Accueil
La station possède quatre accès équipés d'escaliers et d'escaliers mécaniques, mais sans ascenseur.

### Intermodalité
La station est en correspondance avec les lignes d'autobus n°38, 106, 110, 146, 210, N5 et N7 du réseau EMT.